# Constance Titus
Constance Sutton Titus (14 de agosto de 1873 - 24 de agosto de 1967) foi um remador estadunidense.
Constance Titus competiu nos Jogos Olímpicos de 1904, na qual conquistou a medalha de bronze no skiff simples.